# Rheocricotopus amplicristalus
Rheocricotopus amplicristalus är en tvåvingeart som beskrevs av Ole Anton Saether 1985. Rheocricotopus amplicristalus ingår i släktet Rheocricotopus och familjen fjädermyggor.
Artens utbredningsområde är South Carolina. Inga underarter finns listade i Catalogue of Life.